# Проводы (памятник)
Проводы (Прощание) — памятник в г. Пензе, работы скульптора Владимира Курдова, посвящённый участникам Великой Отечественной войны 1941—1945 годов. 
Представляет собой бронзовую скульптурную композицию, состоящую из фигур трёх человек — мужчины, уходящего на фронт, а также женщины и мальчика, прощающихся с мужем и отцом. 
Памятник установлен на месте, где в годы Великой Отечественной войны располагался призывной пункт, с которого были призваны на фронт свыше шести тысяч солдат из Пензенской области. 
Рядом с памятником расположен постамент, в который вмонтировано несколько металлических капсул с землёй, привезенной из стран Восточной и Западной Европы — с мест боев воинов-пензенцев.

Камень со стихами Ларисы Яшиной

Напротив памятника «Проводы» был расположен памятный знак, установленный ещё до создания самого памятника. Он представлял собой крупный природный камень, в  который вмонтирована раскрытая книга, выполненная из чёрного мрамора. На страницах книги выбит фрагмент стихотворения пензенской поэтессы, дочери погибшего в 1943 году фронтовика, Ларисы Яшиной (р. 1941):

Колонны шли за горизонт,
Где ты, земляк наш, только не был...
Отсюда начинался фронт,
Отсюда виделась Победа.

При реконструкции в 2013 году камень был убран, а стихотворные строчки перенесены на основание памятника и к постаменту капсул с землёй.
В сквере, на территории которого расположен памятник, в 1985 году к 40-летию Победы участники Великой Отечественной высадили 40 берёз.